# Hesperia

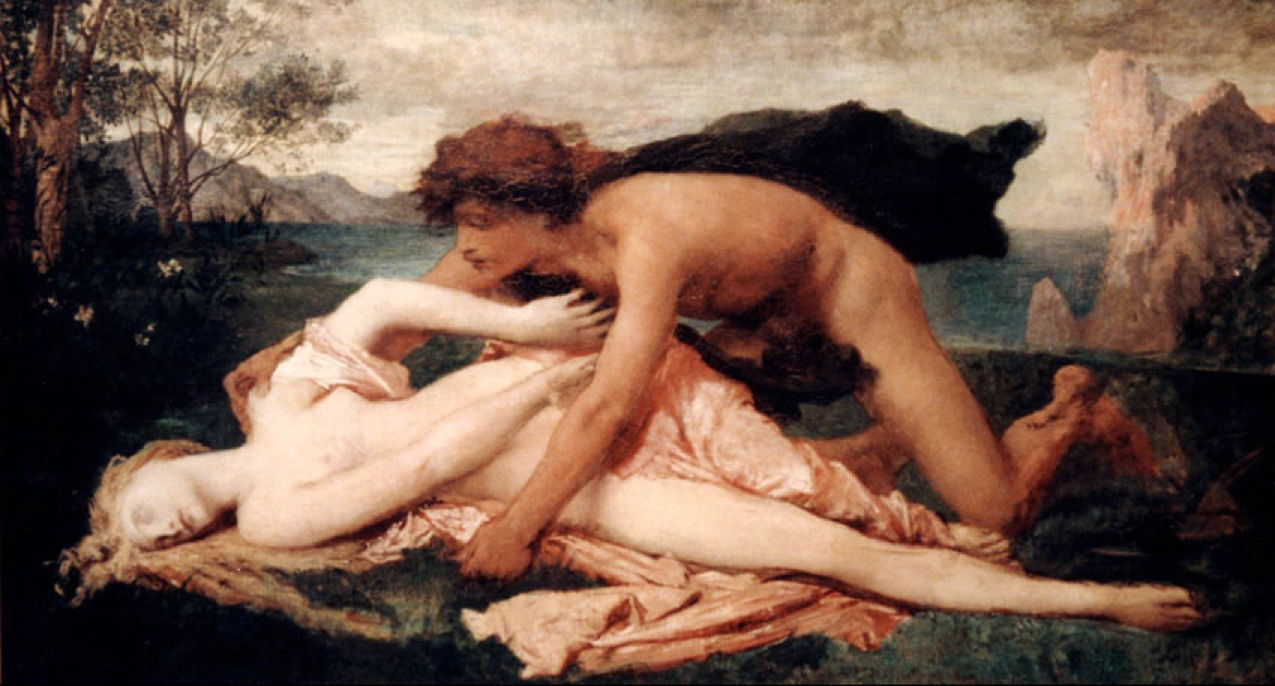
J.-É. Delaunay (1828 – 1891): Moartea Hesperiei. 1859.

Hesperia este una dintre Hesperide, fiica zeului troian al râului, Cebren.
Mai înseamnă și "Tărâmul de seară", acesta fiind numele antic al Italiei.